# Parc quasi national de Sobo-Katamuki
Le parc quasi national de Sobo-Katamuki (祖母傾国定公園) est un parc naturel quasi national qui couvre les préfectures de Miyazaki et d'Ōita, au Japon.

## Présentation
Le parc quasi national de Sobo-Katamuki a été créé le 25 mars 1965. Il s'étend sur 220,0 km2.
Depuis juin 2017, il fait partie de la réserve de biosphère de Sobo, Katamuki et Okue, reconnue par l'Unesco.